# 凯文·格兰纳达

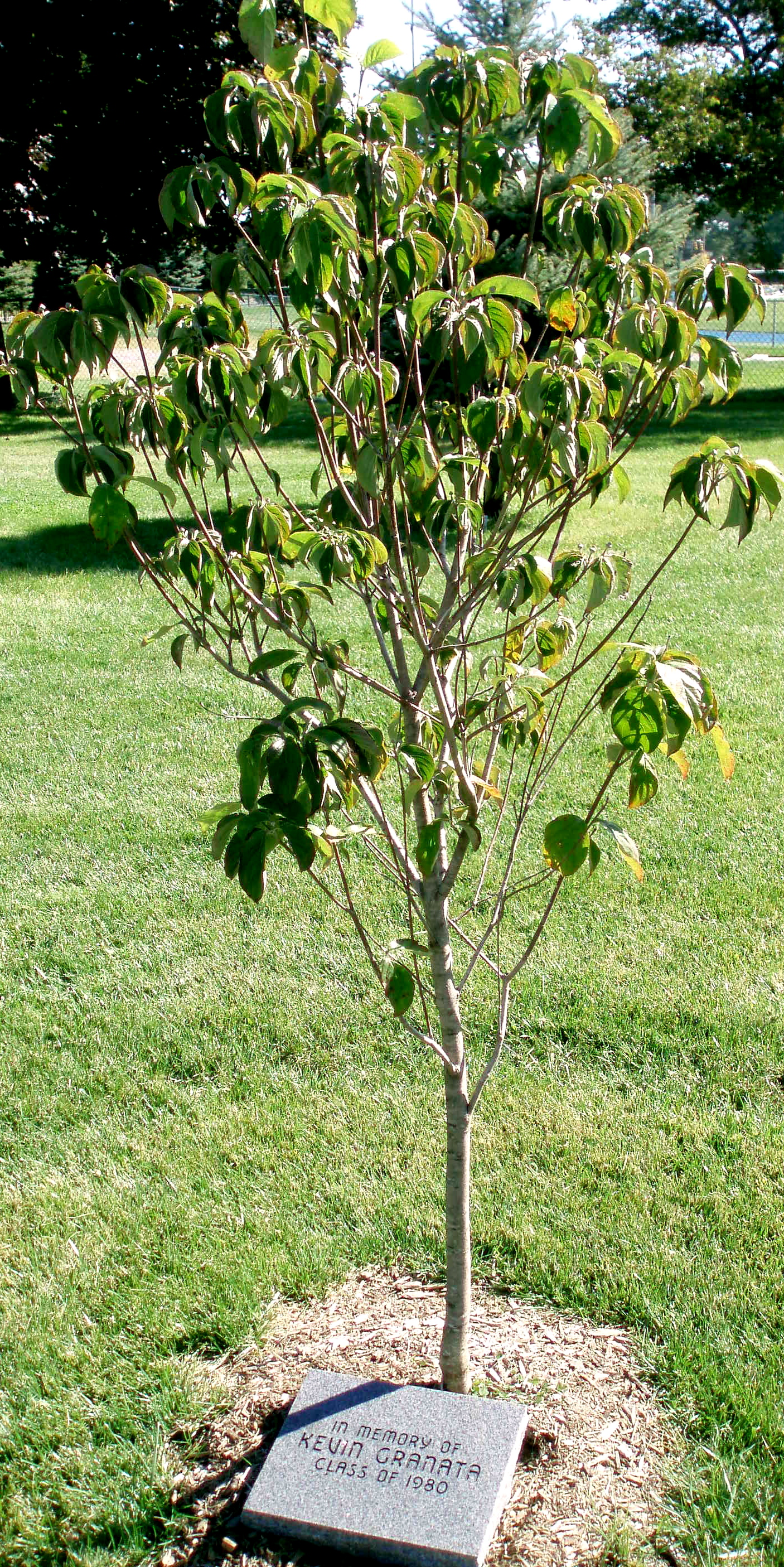
凯文·格兰纳达之墓

凯文·格兰纳达（英語：Kevin P. Granata，1961年12月29日—2007年4月16日） 是位于美国弗吉尼亚州黑堡镇的弗吉尼亚理工学院暨州立大学工程学系、机械工程学系的正教授。格兰纳达还在附近的一些高校授课。格兰纳达教授是2007年弗吉尼亚理工大学校园枪击案32名罹难者之一。

## 弗吉尼亚理工大学
格兰纳达在弗吉尼亚理工大学的骨骼肌生物力学实验室研究脑瘫的生物力学、运动动力学，他是该领域领先的科研人员之一。他最近的研究重点是肌肉和反射控制与有腿机器人、骨骼肌运动的神经肌肉控制、生物力学稳定及肌肉动力学, 防治腰背疼痛的控制、病理性走路及跑步的计算机仿真及临床诠释。

## 教育及职位
格兰纳达出生于俄亥俄州托莱多。1984年毕业于俄亥俄州立大学获工程物理学及电子工程学学士学位。1986年在普渡大学物理系获物理学硕士学位。1993年在俄亥俄州立大学获生物力学博士.